# Dance Flick
Dance Flick es una película estadounidense, producida en 2008 y estrenada en 2009 que parodia las películas de baile americanas. Fue dirigida por Damien Dante Wayans, y escrita por sus tíos, los Wayans Brothers, y protagonizada por Shoshana Bush y Damon Wayans, Jr.
Fue estrenada el día 22 de mayo del 2009 en Estados Unidos.

## Argumento
Un joven bailarín de street dance, Thomas Uncles, con tendencia a ir por el mal camino, y una joven muy hermosa, Megan White, se unen gracias a su pasión hacia el baile y son puestos a prueba en la madre de todas las competiciones de baile.

## Reparto
- Shoshana Bush como Megan White
- Damon Wayans, Jr. como Thomas Uncles
- Essence Atkins como Charity (Caridad) Uncles
- Affion Crockett como A-Con
- Shawn Wayans
- Amy Sedaris como Srta. (Partida) Cameltoé
- David Alan Grier como Sugar Bear
- Chelsea Makela como Tracy Transfat
- Chris Elliot como Ron White
- Brennan Hillard como Jack
- Lochlyn Munro como el entrenador
- Christina Murphy como Nora
- Marlon Wayans como Sr. Moody
- Kim Wayans como Sra. Dontwannabebothered
- Craig Wayans como Truck
- Ross Thomas como Tyler Gage
- George O. Gore II como Ray
- Tichina Arnold como la mamá de Rayos
- Lauren Bowles como Glynn White
- Keenen Ivory Wayans como Sr. Stache

## Parodias
- Footloose
- Chappelle's Show
- Save the Last Dance
- You Got Served
- Stomp the Yard
- Step Up
- Flashdance
- Step Up 2: The Streets
- Hairspray
- Singin' in the Rain
- Dirty Dancing
- Mamma Mia!
- Little Miss Sunshine
- The House Bunny
- How She Move
- Black Snake Moan
- High School Musical
- Fame
- Honey
- Bring It On
- Center Stage
- Crepúsculo
- Roll Bounce
- Notorious
- Superbad
- Catwoman
- 1 Night in Paris
- Ray
- Little Shop of Horrors
- Dreamgirls
- Edward Scissorhands
- Enchanted
- Final Destination
- Crash
- America's Best Dance Crew
- Coyote Ugly
- So You Think You Can Dance
- ATL
- White Chicks
- Alicia en el país de las maravillas
- Spider-Man

- Datos: Q536811